# Borivske, Kotelva
Borivske (în ucraineană Борівське) este un sat în comuna Mîloradove din raionul Kotelva, regiunea Poltava, Ucraina.

## Demografie
Componența lingvistică a localității Borivske
     Ucraineană (91,67%)
     Belarusă (8,33%)
Conform recensământului din 2001, majoritatea populației localității Borivske era vorbitoare de ucraineană (91,67%), existând în minoritate și vorbitori de belarusă (8,33%).